# Helfchen
Das Helfchen war ein sehr  kleines Maß für Flüssigkeiten. Es galt nur in Osnabrück.  
Beim Wein galt:
- 1 Fuder = 6 Ohm/Ahm = 168 Viertel = 672 Kannen = 2688 Ort = 10.752 Helfchen.

Die Ohm hatte 136,6 Liter, was nur 0,8772 der hanoveraner Ohm entsprach.
- 1 Helfchen = 0,07623 Liter

Beim Bier galt:
- 1 Tonne = 27 Viertel = 108 Kannen = 432 Ort = 1728 Helfchen.